# 秋水
三菱 J8M（キ200） 秋水
終戦後に米軍によって接収された秋水3号機
- 用途：戦闘機
- 分類：局地戦闘機
- 製造者：三菱航空機（現三菱重工業）
- 運用者： 大日本帝国（大日本帝国陸軍・大日本帝国海軍）
- 初飛行：1945年7月7日
- 生産数：7機[1]
- 運用状況：試作のみ

秋水（しゅうすい）は、太平洋戦争中に日本陸軍と日本海軍が共同で開発を進めたロケット局地戦闘機である。ドイツ空軍のメッサーシュミット Me163の資料を基に設計を始めたが、試作機で終わった。

## 概要
正式名称は試製秋水。海軍の略符号はJ8M、陸軍のキ番号はキ200である。「十九試局地戦闘機」と称されることもあるが、1943年（昭和18年）の兵器名称付与標準の改訂に伴い、1944年（昭和19年）には年式を冠称した機体開発は行われなくなっていた。計画初期には「Me163」の名で呼ばれていた。
秋水の名称は、岡野勝敏海軍少尉の『秋水（利剣）三尺露を払う』という短歌に由来する。1944年12月、飛行試験成功後の搭乗員・開発者交えた宴会で横須賀海軍航空隊百里派遣隊から短歌が提出され、満場一致で「Me163」から変更された。この名称は陸軍、海軍の戦闘機の命名規則には沿っていない（軍用機の命名規則を参照）。

## 歴史

### 開発まで
第二次世界大戦中、日本とドイツの技術交流は、独ソ戦によってシベリア鉄道ルートが閉ざされ、英米との開戦により水上船舶ルートも困難になってしまった。両国の人的交流、物的交流は、インド洋を経由した潜水艦輸送に限定されるようになった（遣独潜水艦作戦）。日本側は酸素魚雷や無気泡発射管、水上飛行艇などの海軍技術情報と、生ゴム、錫、タングステンなどの戦略物資を、ドイツはジェットエンジンやロケットエンジン、ウランなどの兵器の技術情報を日本に供与した。
1944年4月、日本海軍の伊号第二十九潜水艦は ロケット戦闘機 Me163Bと ジェット戦闘機メッサーシュミット Me262の資料を積んでドイツ占領下フランスのロリアンを出発し、7月14日に昭南（シンガポール)に到着したものの、出港後バシー海峡でアメリカ海軍のガトー級潜水艦「ソーフィッシュ」に撃沈されてしまった。
しかし、伊29潜に便乗した巌谷英一海軍技術中佐が昭南から零式輸送機に乗り換え、空路で日本へ向かっていたために「噴射機関」資料の完全な損失は避けられた。だが、もたらされた資料は本機のコピー元であるMe163Bの機体外形3面図と、ロケット燃料の成分表と取扱説明書、燃料噴射弁の試験速報、中佐直筆の実況見分調書のみであった。そのため、設計そのものを完全にコピーすることはできなかった。
1945年（昭和20年）に入り、高度1万メートル以上を飛来するアメリカ軍のボーイングB-29の迎撃に、高々度用の過給機を装備していない従来の日本軍レシプロ戦闘機では高度を維持することすら困難で、邀撃しても1撃から2撃を行うのが限度であった。レシプロ戦闘機と異なり、ロケット戦闘機は酸化剤と燃料を全て内部に搭載し、酸素を外気に求めなかった。したがって高高度の希薄な大気に影響されない特性を持つ。そこで、邀撃機としてB-29の飛行高度まで加速度的に達し、1撃から2撃をかけるだけならば、数分の飛行時間しかないロケット戦闘機でも「局地的な防衛には十分に有効」との判断が下され、陸軍、海軍、民間の三者の共同によって開発が急がれた。
手に入ったMe163Bの設計資料が不十分であるため、日本の技術で補完する必要があった。同機の機首部に見られる発電用プロペラは搭載せず、無線装置とその蓄電池搭載のために機首部は延長されており、内部の桁構造やキャノピーなども日本独自の設計となる。主翼も木製になり左右が10 cm程度ずつ延長されている。機体の特徴である無尾翼はすでに東京帝国大学航空研究所で木村秀政研究員が同様の無尾翼機であるHK-1グライダーを手がけており、またロケットエンジンの研究は1940年（昭和15年）より陸軍航空技術研究所で開始されていた。この陸軍のロケット研究は後に三菱重工によってイ号一型甲無線誘導弾、乙の液体ロケットエンジン「特呂一号」に発展している。
さらに巌谷資料が届く以前より三菱重工長崎兵器製作所においては酸素魚雷に次ぐ魚雷の駆動力として回天二型向けに高濃度過酸化水素と水化ヒドラジンの化学反応による駆動の研究が完成段階にあり、同じ化学反応を利用したロケットエンジンの研究も進められていた。

### 開発

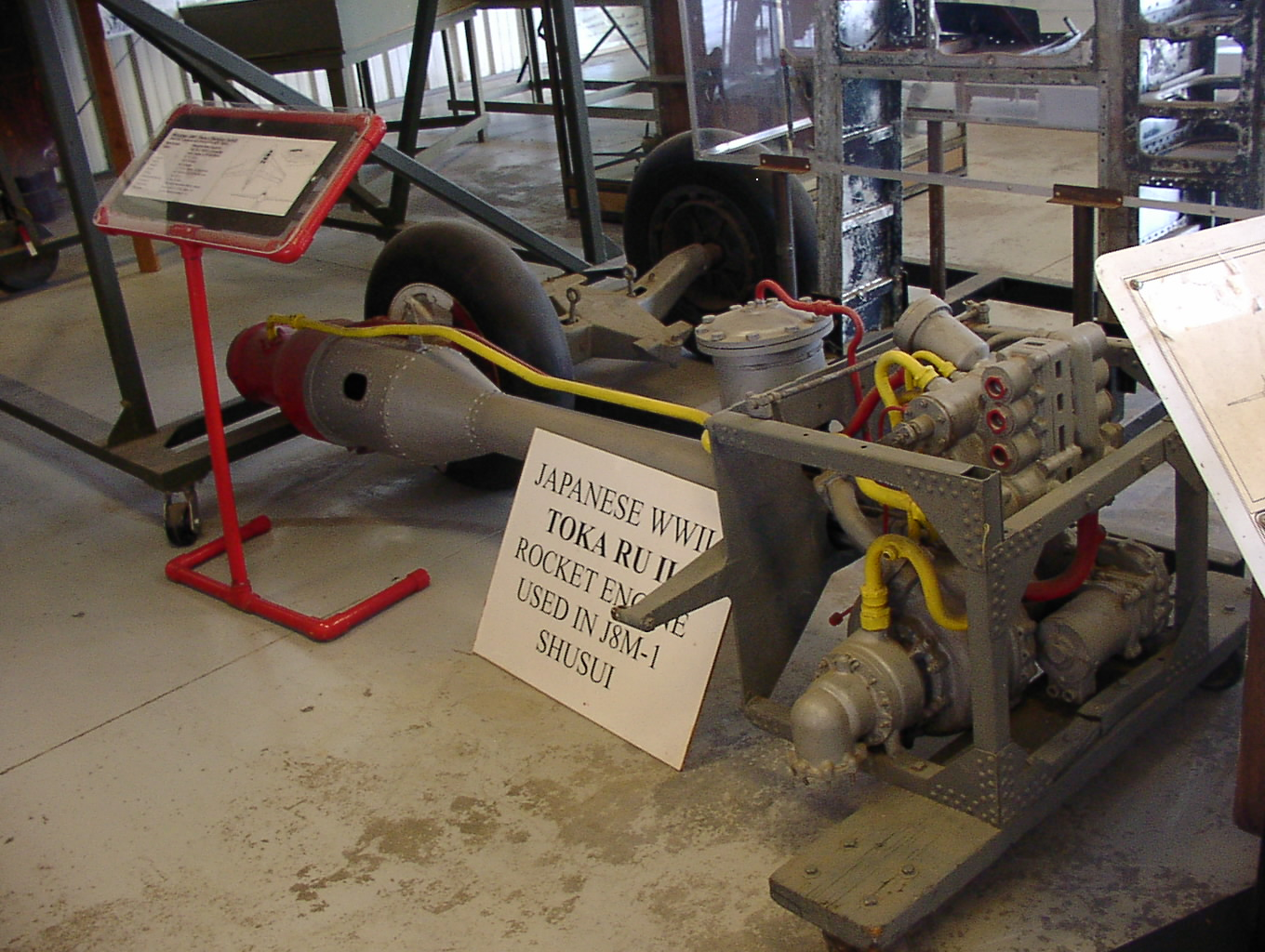
秋水に搭載された特呂二号。外見はMe163等に搭載されるHWK 109-509に酷似している。後ろには切り離し式の車輪も見える。

秋水が開発されるにあたり、セクショナリズムの弊害が目立っていた日本軍で陸海軍共同の製作体制を構えたことは、遅きに失したとはいえ画期的な事であった。官民合同研究会席上、機体の製作を海軍主導で、国産ロケットエンジンの開発を陸軍が主導で行うこととなった。これは陸軍で「特呂二号」、海軍で「KR-10」と呼称された。しかしここに来て三菱は無尾翼機の開発経験がなく、前記の通り外見図も簡単な3面図のみだったため翼形を決定できなかった。そのため三菱は依頼当初「開発は不可能である」と返答した。しかし海軍航空技術廠が翼形の割り出しや基本的な空力データの算出を急きょ行った。苦肉の策ではあったが量産工場と研究機関が連携を取れた数少ない例である。
機体の設計は基本となるデータが入手できたため経験で開発を進められた。しかしロケットエンジンという未知のエンジンの開発にレシプロエンジンで培った技術はほとんど役に立たなかった。
当初の予定では、エンジンは機体の完成と同時期に 2基が完成しているはずであったが、12月初めの機体完成の時点で試作機の製図作業が済んでいたにもかかわらず、飛行の可能な完成機については具体的な目処すら立ってはいなかった。さらに同年12月には東海地区を東南海地震が襲い、アメリカ軍のB-29による爆撃も開始された。地震によりエンジン開発を行っていた三菱航空機名古屋発動機研究所が壊滅し、研究員は資料をもって横須賀市追浜の空技廠に移動して作業を続けることとなった。
秋水に搭載されるエンジン「特呂二号」は、Me163Bに搭載されていたヴァルター機関「HKW-109/509A型」のコピーとなるはずであったが、機体と同じようにエンジンの資料も簡単なものだった。そのため手持ちの資料を参考に自主開発するほかなかった。燃料は燃料概念図を参考にし、濃度80%の過酸化水素を酸化剤に、メタノール：57%、水化ヒドラジン：37%、水：13%の混合液を化学反応させるというシステムである。日本軍では前者を「甲液」、後者を「乙液」と呼んだ（ドイツではT液とC液）。また安定剤兼反応促進剤として甲液にはオキシキノリンとピロリン酸ソーダを、乙液に銅シアン化カリウムが加えられた。
これらの燃料は取扱の難しい危険な劇薬で、特に甲液の高濃度過酸化水素は無色透明の上、異物混入時の爆発の危険性と有機物に対する強い腐食性があり、秋水の整備は長袖、長ズボンで行わなければならなかった。かなり簡単に言えば、甲液の供給する酸素により燃料である乙液を燃焼させるシステムであるが、このロケットの構造はとても複雑で、甲乙の液を単に反応させれば良いというものではなく、酸化剤（甲）と燃料（乙）の配合をはじめ、デリケートなセッティングが必要だった。基本的な構造を理解していても燃料噴出弁の調整をミリ単位でも間違えば出力が上がらなかった。なお、乙液の配合については、理化学研究所の女性化学者・加藤セチ博士の「水が足りない」というアドバイスを参考にしており、大戦中の日本の航空機開発に女性が参加した希有な事例となっている。

### 試験飛行

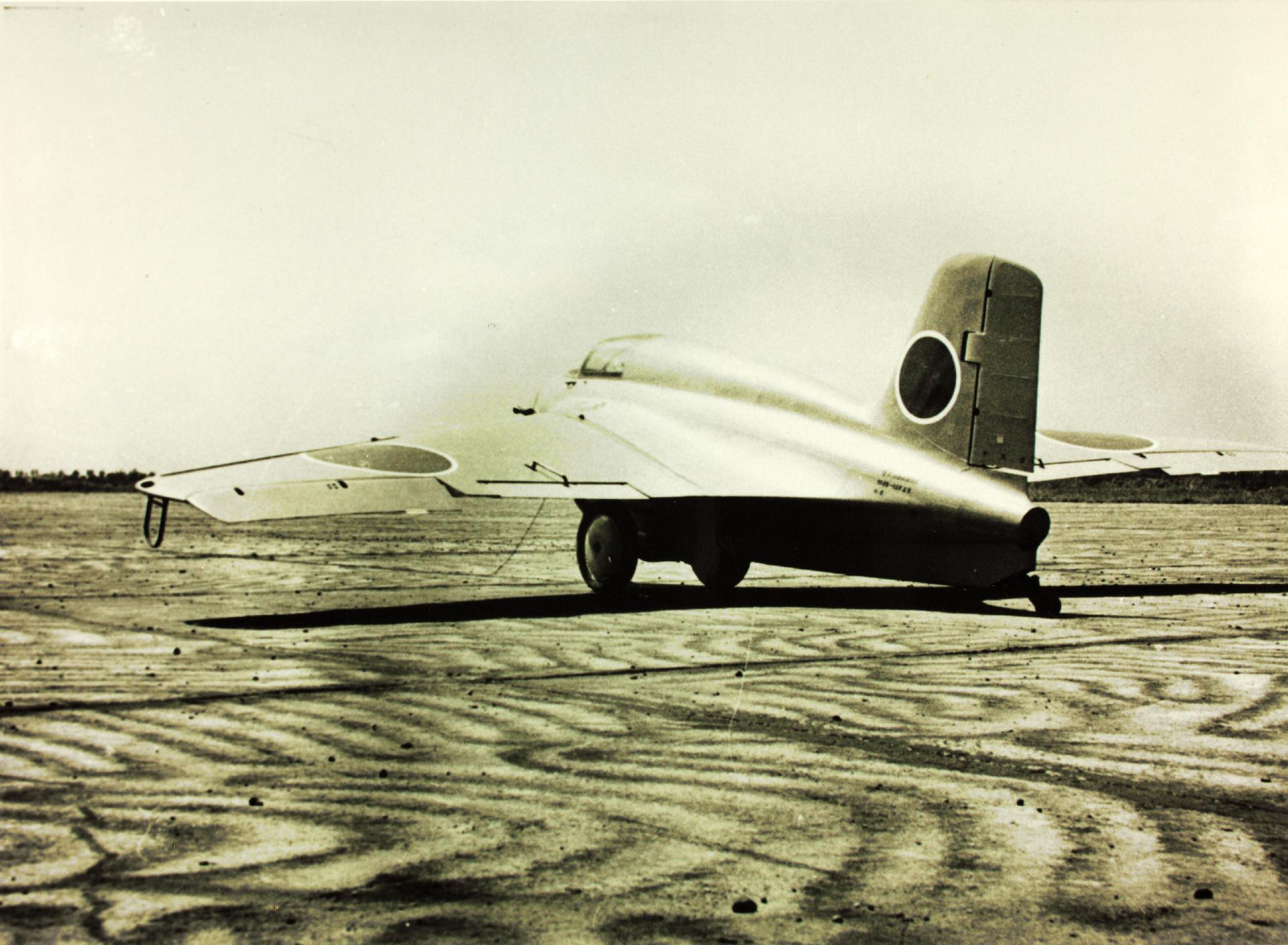
秋草

全木製の軽滑空機MXY8「秋草」が1944年12月26日に、海軍三一二航空隊の犬塚豊彦大尉（海軍兵学校七十期）によって滑空飛行テストを行った。当初は着陸に成功するだけで「万歳」の声があがる有様だったが、滑空機としてのテストは順調に回を重ね、操舵感覚は良好で機体設計そのものに問題なしとの評価を受けた。実験後の宴会では、国民の士気を高めるために重滑空機の塗装をオレンジではなく真紅にすることが提案され、実現した。1945年1月8日にはエンジンと武装が外された状態の実機と同じ状態の「秋水重滑空機」が、やはり犬塚大尉の手によって試飛行を行った。
312空司令柴田武雄大佐が「お光教」という新興宗教に傾倒していたことが開発に悪影響を与えたと言われる。1945年4月11日の空技廠会議で柴田は「神のお告げにより秋水の初飛行を4月22日に横須賀地区で行う」と発言し、三菱の技術者らを茫然とさせる。その後も神のお告げと称し、秋水試験飛行を厚木基地から追浜基地に変更させた際は、技術者達から狭いので危険と指摘があったが、「狭いのなら機体を軽くせよ」と命じ、1.5トンの機体が500キロにまで減らされた。また、突然燃料を少量にしエンジンの持続時間を2分でいいと一方的に決め、エンジンの完成は7分持続できるまで待つべきとする技術者達の意見は黙殺された。
設計資料を入手してから約1年の1945年7月7日、横須賀海軍航空隊追浜飛行場で試製秋水（三菱第201号機）は試飛行を迎えた。陸海軍共同開発機とはいえ「メーカーとのロケットエンジン共同平行開発」「実験・実施部隊創設」を進めていた海軍が陸軍に先んじ試飛行をおこなうこととなった。当初は4月12日に強度試験機「零号機」による試飛行も検討されたがロケットエンジンが間に合わず、幾多の試行錯誤を経て3分間の全力運転が達成された後の試飛行となった。テストパイロットは犬塚大尉が務めた。神奈川県足柄山中の「空技廠山北実験場」から横須賀市追浜の夏島に掘られた横穴式格納庫内に運ばれたKR-10（特呂二号）は、実施部隊である三一二空整備分隊長廣瀬行二大尉（海軍機関学校五十二期）と、特呂二号に関しての特別講義を受けた上等下士官たちによって秋水に組み込み整備された。
試飛行当日、全面オレンジ色の試作機カラーで垂直尾翼に白い縁取りの日の丸を描いた秋水は飛行場に引き出された。ここで、整備分隊士によって車輪投下実験が入念に行われ確実に作動することが確認された。午後1時には上級将校も列席。だが午後2時に予定された発進はエンジンがかからず再整備のために遅れた。翌日延期も検討されたが、犬塚大尉の決心は固く、試運転は続行された。
午後4時55分、滑走を開始。翼を持ったまま10メートルほど秋水と一緒に走って廣瀬大尉は手を離した。滑走距離220メートルで離陸、成功を確認した三一二空山下政雄飛行長が合図の白旗をあげた。高度10メートルで車輪投下、しかし連動しているはずの尾輪が上がらず（収納されたという証言もある）、機体は角度45度で急上昇に移った。試飛行成功かと思われた瞬間、高度350mほどのところで突然尾部から噴出する炎が黒煙となった。異音とともにエンジンが停止。エンジン停止後余力で150mほど上昇した。廣瀬大尉の指示により東京湾には本牧あたりまで救助艇が用意されていたものの、不時着水せずに右旋回、滑走路への帰投コースをとり始めた。
エンジンの再起動が二度試みられるも果たせず、甲液の非常投棄が始まった。しかし投棄はなかなか進まず、第三旋回時点の高度は充分に高かったが、その後の沈下速度がはやく高度を失った。残留甲液による爆発を懸念したのか、犬塚大尉は沢山の見学者が見守る滑走路を避け脇の埋め立て地への不時着を目指した。それが第四旋回の遅れとなり失速気味となりながら滑走路手前の施設部の建物を越そうと機首上げ、右翼端が監視塔に接触。そのまま追浜飛行場に隣接していた鷹取川で反跳し、飛行場西端に不時着大破した。残留甲液によるもうもうたる白煙が発生したが、消防車による放水と同時に整備分隊士たちが犬塚大尉を操縦席から救出した。意識のあった大尉はすぐさま鉈切山の防空壕へ運ばれたが、頭蓋底骨折のため翌日未明に殉職した。
事故の原因は燃料タンクの構造上の問題であった。秋水は発進後仰角を大きく取って急上昇するが、燃料の取り出し口はタンクの前方に取り付けてあった。試験当日は燃料をタンクの1/3しか積まなかったため、上昇する際に燃料がタンクから吸い出せなくなり、エンジンがストールを起こしたと結論付けられた（Me163Bも飛行中に同様の支障が出ることがあった）。またエンジン不調のため長時間試運転が続けられ、燃料が不足していた可能性も搭乗員達の間で指摘されていた。ただちに試作二号機の製作が始められたが、肝心のエンジンが試験中に爆発して失われてしまったために頓挫した。
その後生産2号機（三菱第302号機）がキ200として千葉県柏飛行場の飛行第70戦隊へ運搬され、荒蒔義次少佐はロケットエンジンを使う前にまず重滑空機で飛行特性をつかむ試験を行っていた。ロケットエンジンを搭載すれば飛行可能となる状態が維持されたまま開発は続けられたが、エンジンは完成せず、最後まで動力飛行を行うことは無かった。

### 運用計画

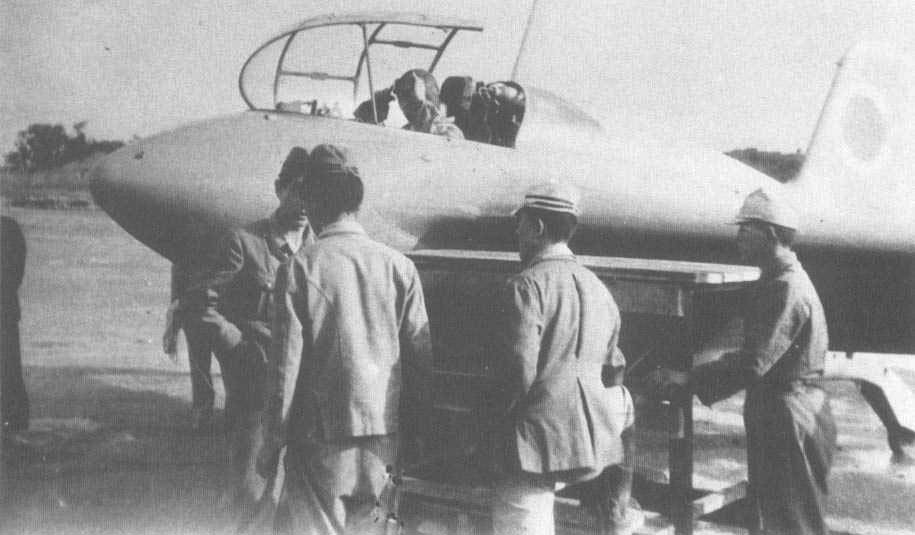
飛行試験中の秋水

秋水は試作機製造と平行して量産型の図面化も進行していた。しかし、量産計画では安来工場などもあわせ日立製作所中心の5工場で製造、東京周辺の飛行場に1945年3月に155機、1945年9月に1,300機、1946年（昭和21年）3月までに3,600機を実戦配備するという、当時の日本の工業力と戦況では到底不可能な話だった。仮に量産化が行われ実戦配備されても、モデルとなったMe163Bがそうであったように、航続距離が短いロケット機では自機が発進した飛行場上空しか防衛できないため、事前に敵に配備基地を迂回されてしまう他、噴射終了後は滑空機でしかないため、護衛戦闘機によって容易に撃墜されることが予想された。このように、航続距離の短さから、迎撃は敵機が行動範囲内に進入した後の待ち伏せ的な戦術が主流となるが、この方法はレーダー施設などの索敵施設との連携が不可欠であり、当時の日本の技術力ではとても望めるものではなかった。また、離陸のための滑走路は全舗装で長いものでなければならず、着陸には橇を使うので、広く、平坦な草地も必要だった。さらに燃料である甲液と乙液は一回の飛行で2トン近く消費する上、生産設備は徹底的な爆撃により破壊され、精製に必要とする膨大な電力、白金も不足していたため、必要量を満たすだけの生産量を確保できなくなっていた（Me163Bを運用したドイツ空軍の部隊が出動不能になったのもこれが要因の一つであった）。仮に新規に工場を作ったとしても空襲により早晩破壊されるのは明白だった。開発陣の中には「秋水は昭和21年になっても実験段階どまりだったろう」と評するものもいたという。
秋水は最初から特攻兵器（特別攻撃機）として開発されたものではない。しかし、312空では秋水の速度が速すぎるため、機銃の照準が困難と分かり、柴田武雄司令のもと山下政雄飛行長の提案でB-29編隊中で爆弾自爆する特攻戦法が採用された。多数の士官らの会議において秋水の機首に3号爆弾2発を搭載することでまとまっていたが、数日後の会議で山下飛行長から「秋水の機首に600キロ爆弾を搭載して敵編隊の中でボタンを押して自爆する戦法をとる」と特攻の決定が申し渡された。1945年6月に土浦航空隊で14期甲飛を中心に800名の秋水要員（秋田分遣隊）編成。15日渡邊孝次郎少佐が秋水による特攻要員訓練であることを明かす。312空、362空、322空が秋水の特攻部隊として予定されていた。
林安仁陸軍中尉は「上昇時と下降時に一撃づつかけるだけですが、空戦をやってみたかった」と述べている。荒蒔義次陸軍少佐は「こんな（空戦時間が）4分じゃつまらない」、「秋水だけは怖かった」、「飛行を開始したら特兵隊のパイロットが次々死んでいく予感があった」と述べている。有滝孝之助陸軍大尉は「伝習教育が終わったら火竜でやりましょう」と話していたという。

## 関連部隊
装備予定の部隊
- 飛行第七〇戦隊 - 秋水の実験部隊も兼ねた陸軍の部隊。
- 第三一二海軍航空隊 - 秋水の実験部隊も兼ねた海軍の部隊。

秋水の実戦配備に向けて編成されたのが第三一二海軍航空隊である。正式な開隊は1945年2月5日付。柴田武雄大佐を初代司令とし、本隊を横須賀空、訓練基地を霞ヶ浦空に置いた。だが要員の育成は正式開隊半年前の1944年8月10日より始まっていた。大村海軍航空隊元山分遣隊から16人を選抜し「Me163」に習熟するよう命令する。9月、元山から百里飛行場と横須賀に移動し、空技廠と協力して各種実験に参加する。10月1日、搭乗員16名、整備員25名、九三式中練で「横須賀海軍航空隊百里原派遣隊」を編成し、厚木飛行場を原隊として横須賀で訓練を開始した。11月には滑空機（ソアラー。光62型）、零戦、天山艦上攻撃機が増配備されるが、秋水の製作は遅れた。11月中旬、特攻機「桜花」の実験飛行と訓練により、秋水の訓練は一時中断された。柴田武雄司令が新興宗教にはまっており秋水の実験においても御神託で内容を決定するなど技術者の意見より優先された。犬塚の事故も御神託による狭い飛行場の選定、少ない燃料量、飛行時間などの決定が主な原因とされる。初飛行の失敗に加え、2号機の製造にも失敗したため、三一二空は一度も秋水を運用することなく終戦を迎えた。補充要員が数名訓練中に事故死したが、結成当初の16名は全員生存していた。12月下旬、秋水の軽滑空機が搬入されてテストが行われ、1月には重滑空機による訓練も行われたが、実際の機体搬入は1945年3月、エンジン搬入は6月にずれ込んだ。茨城県の百里基地の周辺には秋水用の燃料タンクの跡など秋水に関する色々な施設の後が今も残っている。
- 第三二二海軍航空部隊 - 大村空、諫早空
- 第三六二海軍航空部隊 - 三岡崎空、名古屋空

搭乗員の訓練部隊
- 土浦海軍航空隊

秋田分遣隊 - 14期甲飛を中心とする800名の秋水隊員が特攻の訓練を行った。
- 三重海軍航空隊

野辺山派遣隊 - 秋水、桜花による特攻の訓練を行っていた。
- 滋賀海軍航空隊

滋賀空にて結成された甲飛13期生、伊吹部隊(播磨隊)・伊吹部隊(山城第一隊上狛)グライダー操縦訓練の合格者を一旦、「神雷部隊」に組み込み派遣。甲飛14期練習生の一部を「秋水」野辺山海軍航空隊に転隊 。

## 生産機と現存機

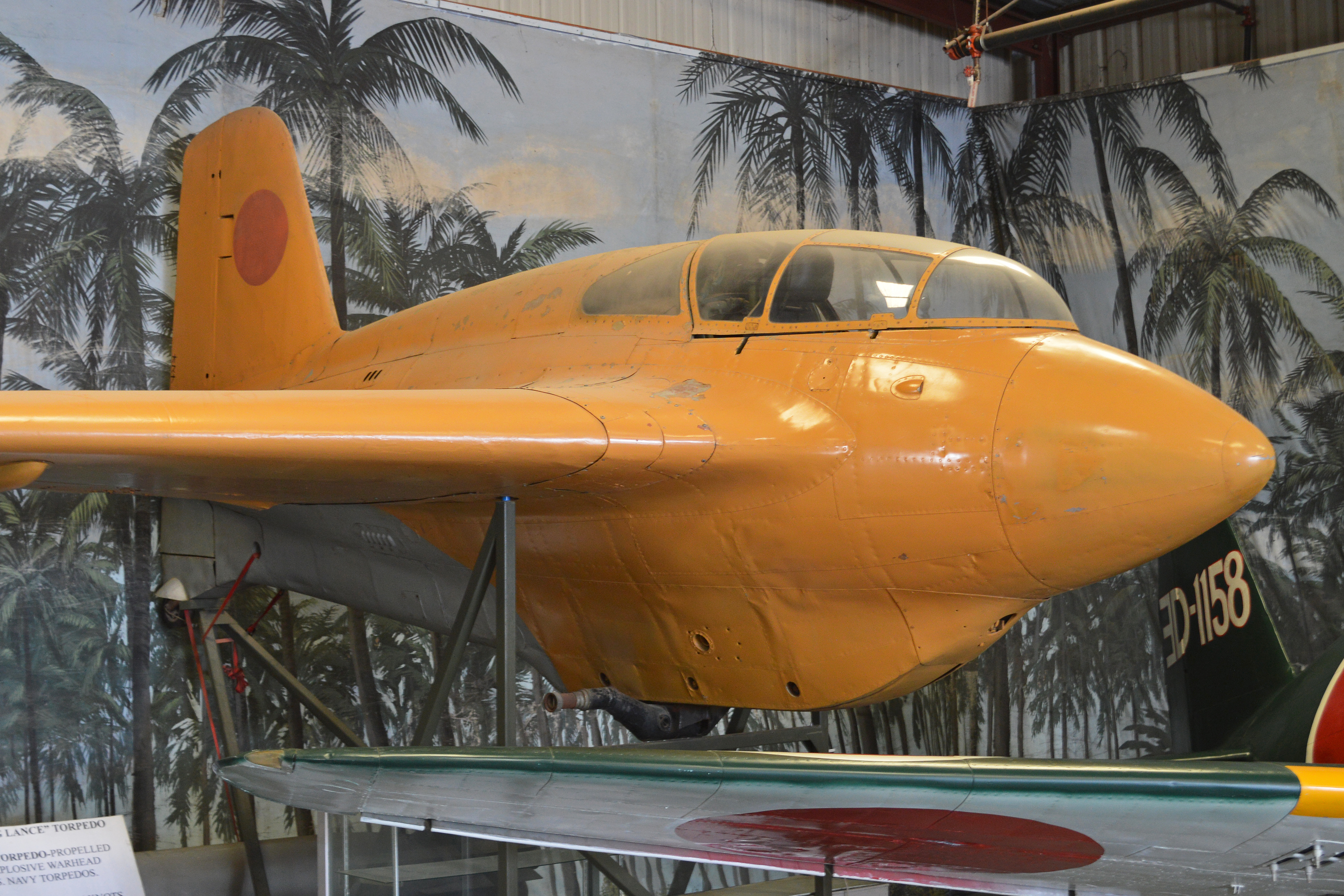
プレーンズ・オブ・フェイム航空博物館にて展示されている秋水

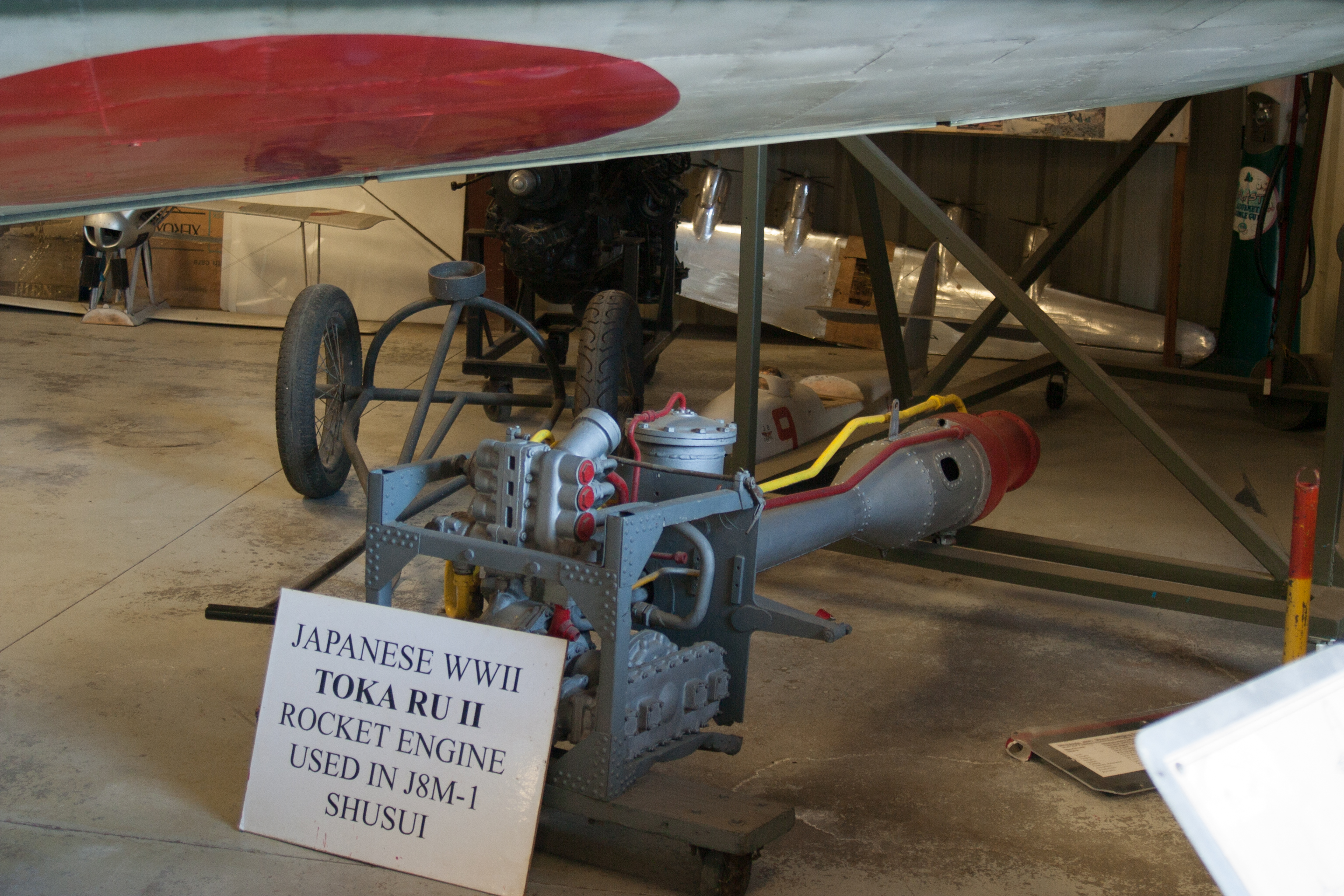
同展示のロケットエンジン・特呂二号

生産された7機のうち、4機を三菱航空機が、3機を日本飛行機が製造した。試験飛行に供された三菱第201号機は上記の通り大破、三菱第302号機は終戦直後に焼却処分された。日本軍機の技術調査をすべく生産機のうち3機がアメリカ軍によって接収された。
日飛第81号機は「A24」の番号をつけられ、護衛空母「バーンズ」によって本国に輸送、イリノイ州のグレンビュー海軍基地に送られたが、調査の後スクラップにされている。
三菱第403号機は「A25」の番号をつけられ、調査を受けた。その後廃棄処分にされる直前のところをプレーンズ・オブ・フェイム航空博物館の創設者、エドワード・T・マロニーによって買い取られ、秋草等の部品を流用して修復を受け、現在はカリフォルニア州チノの同館にて展示されている。ほぼ完全な状態で現存しているのはこの1機のみである。
三菱第504号機は「A26」の番号をつけられ、上記2機と共に送られたと思われるが、アメリカ本国に到着した形跡はなく、行方不明である。一説には輸送途中で「バーンズ」が嵐に遭ったため、他の鹵獲機と共に海中投棄したとも言われる。
1961年（昭和36年）6月、神奈川県横浜市金沢区の日本飛行機杉田工場の拡張工事の際、地中より胴体の一部が発掘された。1963年（昭和38年）2月より航空自衛隊岐阜基地にて保管されていたが、1997年（平成9年）11月に三菱重工業へと譲渡され、残された1,611枚の設計図に基づき、2001年（平成13年）12月に機体が復元された。愛知県豊山町の名古屋航空宇宙システム製作所史料室に展示されたのち、同館の閉鎖に伴い、2020年2月より名古屋市港区の三菱重工大江工場内にある「大江時計台航空史料室」に展示されている。

## 各型
J8M2
海軍の計画。発進用車輪を廃してカタパルト発進式とし、搭載武装を30ミリ機銃1挺に減じ、燃料搭載量を増加させた型。計画のみ。
キ202 秋水改
陸軍の計画。機体を空力的に洗練し、エンジンを強化型の「特呂三号」（推力：2,000 kg）に変更、さらに巡航用ロケットを追加して航続時間の増加を試みた。計画のみ。
MXY8 秋草（陸軍名称：ク13）
部隊訓練用の全木製羽布張り軽滑空機（グライダー）。秋水と同一の外見をしていたが重量は1トン強にとどまった。秋水の完成に先立って少数が製作され、訓練に用いられた。滑空速度は300km/hほどで急降下や宙返りも可能だった。
秋水重滑空機
秋水からエンジンと武装を取り外した訓練用グライダー。
MXY9 秋花
秋草にツ11モータージェットを搭載した練習機。計画のみ。
秋水式火薬ロケット
秋水の設計をもとにした無線操縦型地対空ミサイル。炸薬は積まず体当たり攻撃を行ったのちは着陸・再使用される。川崎航空機が製造する予定だった。計画のみ。
以下は連合国などで後世に伝えられる本機の関連計画機だが、日本軍側の記録にはそのような機体の開発計画は存在しない。
神龍、神龍二型
連合国軍によって本機の改良発展タイプと伝えられる。機体外観はデルタ翼を有し、空対空ミサイルと機銃で武装する計画だとされるが、実際に日本軍が計画していた神龍二型に機関砲搭載予定は無かった、同じ時期の震電のジェット機化計画で考案されていた私案の図案を勘違いしたとの解釈がある。この他に、正確にはこの神龍二型の話は出所不明であるが、「1943年時点で最も新型機で先進的な機体形状とされた閃電にジェット機化が検討されており、それがどういうふうに解釈されたのか、本機と神龍の計画と混同・誤解されて一人歩きした」との説を掲示した書籍もある。

## その他
秋水の燃料「過酸化水素」の精製器の一部「呂号陶器」と呼ばれる部品が京都市東山区五条坂の現存する唯一の清水焼の登り窯跡に保存されている。これは過酸化水素水が金属を腐食させるために清水焼の窯元に部品を発注して造られた物で、「戦後破壊しようとしたが硬くてできなかった」との事。この窯元では陶器の手榴弾も製造していて、その多くは立命館大学国際平和ミュージアムに寄贈されている。
過酸化水素の電解装置の電極などには大量のプラチナが使用された。使用されたプラチナは1944年から行われた「白金供出運動」により収集されたもので、白金線、白金箔として1,900 kgもの量が消費されたことになっている。
秋水の燃料を輸送するための専用タンク車として国鉄タ2700形貨車（秘匿名「応急タンク車」）が開発されていたが、本来の用途には用いられることのないまま、終戦後の1946年にガソリン用タンク車へ改造された上で完成している。

## 諸元
| 制式名称 | 秋水                       |
| -------- | -------------------------- |
| 機体略号 | 海軍：J8M 陸軍：キ200      |
| 全幅     | 9.5m                       |
| 全長     | 5.95m                      |
| 全高     | 2.7m                       |
| 発動機   | 特呂二号（推力：1,500 kg） |
| 最高速度 | 890km/h                    |
| 上昇力   | 10,000mまで約3分           |
| 航続距離 | 約3分30秒                  |
| 武装     | ホ155-II30mm機関砲2挺      |

## 登場作品

### エッセイ
竹中労『たまの本』(小学館、1990年)p.17-p.19
著者の少年時代の体験談として、学徒勤労動員で海軍の「マル呂」(秋水)の研究室に配属されたが、主任の青年将校は「俺は人間の焼肉をつくるのはご免だ」と言って燃料の開発を故意にサボタージュしていた、などの裏話を明かしている。

### 小説
『Classical Fantasy Within』 第一話 ロケット戦闘機「秋水」（島田荘司）
講談社BOX
『日本本土決戦』（檜山良昭）
秋水が数十機量産されて実戦配備され、B29を多数撃墜する活躍を見せる。
『横須賀海軍航空隊始末記』（神田恭一）
光人社NF文庫

### 漫画・アニメ
『飛べよ!秋水』（おがわあきら）
少年マガジン1972年12月10日号収録。
『戦空の魂』（天沼俊）
増槽ロケットを付けて2度目の試験飛行を行い宇宙へ到達するが、重力に引かれて自然落下により燃え尽きる。

### ゲーム
『War Thunder』
日本の空軍ツリーにランク5の機体として登場。名称は当初「Ki-200」だったが、後のアップデートで日本語版では「秋水」となった。
『World of Warplanes』
日本ツリー課金機体としてJ8Mが登場。
『艦隊これくしょん -艦これ-』
「試製秋水」「秋水」として登場。史実を反映してか、戦闘行動距離は作中の全航空機中最短だが、本機を配備した基地航空隊には基地空襲迎撃時に高い対爆撃機撃墜補正値が付与される。
『ストライカーズ1945II』
キ84疾風の援護機として登場。ただし実機と形状が異なる。プレイヤーも使用可能。